# Nicola Pellow
Nicola Pellow es una matemática inglesa conocida por haber participado en el equipo WWW en el CERN, junto con Tim Berners-Lee.
Pellow estudió matemáticas en la Leicester Polytechnic (actualmente De Montfort University) y mientras todavía estudiaba, en noviembre de 1990 entró a formar parte del grupo que lideraba Tim Berners-Lee en el CERN, donde se estaba desarrollando el que sería la World Wide Web.
Dentro del equipo, se encargó de desarrollar un navegador por la línea de comandos que se pudiera usar en ordenadores y sistemas distintos al NeXT. Esta versión se denominó Line Modo Browser y tuvo varias versiones y adaptaciones a diferentes ordenadores y sistemas operativos.
Dejó el CERN en agosto de 1991 para acabar sus estudios en la universidad. Después de graduarse en 1992, se reincorporó al equipo original donde desarrolló, junto con Robert Cailliau, el MacWWW, el primer navegador web para ordenadores del sistema operativo MacOS.